# Harald Grosskopf
Pour les articles homonymes, voir Grosskopf.
Harald Grosskopf (né le 23 octobre 1949 à Hildesheim) est un musicien, batteur et claviériste allemand.

## Biographie

### Carrière
Harald Grosskopf apparait pour la première fois dans les années 1960 comme batteur du groupe de musique beat The Stuntmen. À la fin des années 1960 il joue ensuite avec les Scorpions, qui n'étaient pas encore connus. En 1971, il passe au groupe Wallenstein (en) de Mönchengladbach sous la responsabilité du pianiste et chanteur Jürgen Dollase. Ce groupe art rock se décrit comme un « orchestre rock symphonique » et a attiré l'attention avec son album Storys, Songs & Symphonies produit en quadriphonie par Dieter Dierks. Wallenstein est en contrat à partir de 1972 avec le label Pilz de Rolf-Ulrich Kaiser (en).
En 1972, Rolf-Ülrich Kaiser fonde le studio et le label Kosmische Kuriere, auquel appartiennent Harald Grosskopf, Jürgen Dollase et Dieter Dierks à côté de Manuel Göttsching et de Klaus Schulze. Le projet doit au départ se roder sur l'album Tarot de Walter Wegmüller (en). L'enregistrement de ces sessions débouche au milieu des années 1970 sur divers 33 tours sous les noms de groupes Cosmic Jokers et Kosmische Kuriere, réalisés sous l'influence excessive du LSD, de l'aveu même des musiciens. 
Harald Grosskopf travaille également sur des productions d'autres artistes qui étaient en contrat avec Rolf-Ülrich Kaiser, ainsi que comme invité sur plusieurs albums de Klaus Schulze. Ainsi, il joue par exemple de la batterie sur son album Body Love dans le morceau Stardancer. Après avoir quitté Wallenstein en 1975, Harald Grosskopf rallie le groupe de Manuel Göttsching dont le nom s'est réduit à Ashra. En trio avec Lutz Ulbrich (Lüül), il intègre plusieurs albums pour le label Virgin.
Dans les années 1980, Harald Grosskopf cofonde et est le batteur du groupe de Neue Deutsche Welle Lilli Berlin. Ses deux premiers albums solo remontent également à cette époque, il y fait en particulier la preuve de ses capacités au synthétiseur. À la fin des années 1980, Harald Grosskopf est membre du groupe Central Europe Performance et se consacre à présent avec plus de forces à des projets d'art sonore. Il a sa part du grand succès de Joachim Witt, avec lequel il joue entre autres le hit Goldene Reiter, et qu'il accompagne avec d'autres musiciens comme Helmut Zerlett, Harald Gutowski et Jaki Liebezeit.

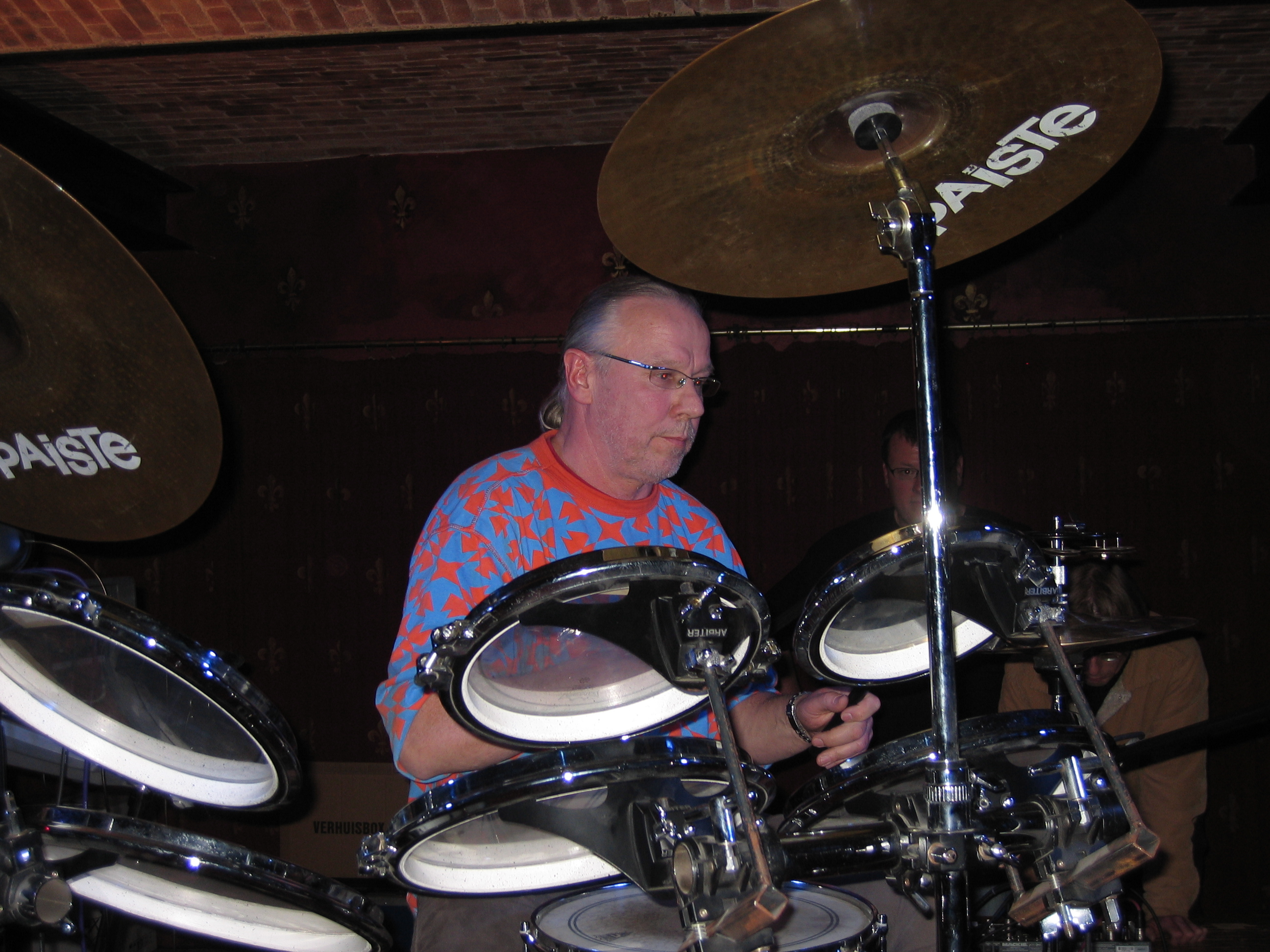
Harald Grosskopf au festival du label SynGate, avril 2008

Au début des années 1990, Harald Grosskopf travaille avec Bernd Kistenmacher. Au milieu des années 1990, il est l'initiateur de quelques projets techno ou dance, parmi lesquels N-Tribe (avec Steve Baltes) et The Ambush (avec Oliver Lieb). Il est aussi membre des 17 Hippies. À la fin des années 1990, il est un des fondateurs du groupe Sunya Beat avec Axel Heilhecker et Steve Baltes. Il suit Ashra en tournée en 1997 au Japon et Phonoroid en 1997 en Allemagne. Il est avec les 17 Hippies en 1998 au festival South by Southwest à Austin au Texas. Avec Marc Ribot et Jakob Ilja (du groupe Element Of Crime) et les 17 Hippies, il joue en 2004 un concert pour la WDR qui sera publié en CD en février 2006 sous le titre 17 Hippies play Guitar. En décembre 2010, Harald Grosskopf publie un album solo sous le titre Synthesist 2010 chez le label MellowJet Records.
En tout, en 2012, Harald Grosskopf a collaboré à plus de 70 albums d'autres musiciens et a sorti six albums solo.
Harald Grosskopf a également travaillé comme acteur et est apparu plusieurs fois avec Hans Werner Olm dans le show télévisé de ce dernier.

## Discographie

### Avec divers groupes (liste non exhaustive)
- Wallenstein (en) - Blitzkrieg (enregistré en 1971, publié en 1972)
- Wallenstein - Mother Universe (1972)
- Witthüser & Westrupp - Bauer Plath (1972)
- Walter Wegmüller (en) - Tarot (1973)
- Cosmic Jokers - Cosmic Jokers (1973)
- Ash Ra Tempel - Starring Rosi (1973)
- Wallenstein - Cosmic Century (1973)
- Cosmic Jokers - Galactic Supermarket (1974)
- Kosmische Kuriere - Sci Fi Party (1974)
- Kosmische Kuriere - Planeten Sit-In (1974)
- Wallenstein - Storys, Songs & Symphonies (1975)
- Klaus Schulze - Moondawn (1976)
- Klaus Schulze - Body Love (1977)
- Klaus Schulze - X (1978)
- Ashra - Correlations (1979)
- Klaus Schulze - ...Live... (1980)
- Joachim Witt - Silberblick (1980)
- Lilli Berlin - Lilli Berlin (1981)
- Lilli Berlin - Süß und Erbarmungslos (1982)
- Lilli Berlin - Huh huh (1983)
- Ashra - Tropical Heat (1991)
- Bernd Kistenmacher - Characters (1991)
- Mario Schönwälder - Hypnotic Beats (1992)
- Bernd Kistenmacher - Stadtgarten Live (1995)
- Steve Baltes - Pictures in Rhythm (1995)
- Ashra - @shra (1998)
- Ashra - Sauce Hollandaise (1998)
- N-Tribe - Tower of Power (1998)
- Sunya Beat - Sunya Beat (1998)
- Steve Baltes - Rhythm of Life (1998)
- 17 Hippies - Wer ist das? (1999)
- Sunya Beat - Delhi Slide (1999)
- Baltes, Grosskopf, Heilhecker - Viermaldrei (2001)
- Ashra - @shra Vol.2 (2002)
- 17 Hippies - 17 Hippies play Guitar (2006)

### Albums solo
- Synthesist (1980)
- Oceanheart (1986)
- World of Quetzal (1992)
- Digital Nomad (2002)
- Yeti Society (2004)
- Synthesist 2010 (2010)